# Theodor Hecht (Drucker)

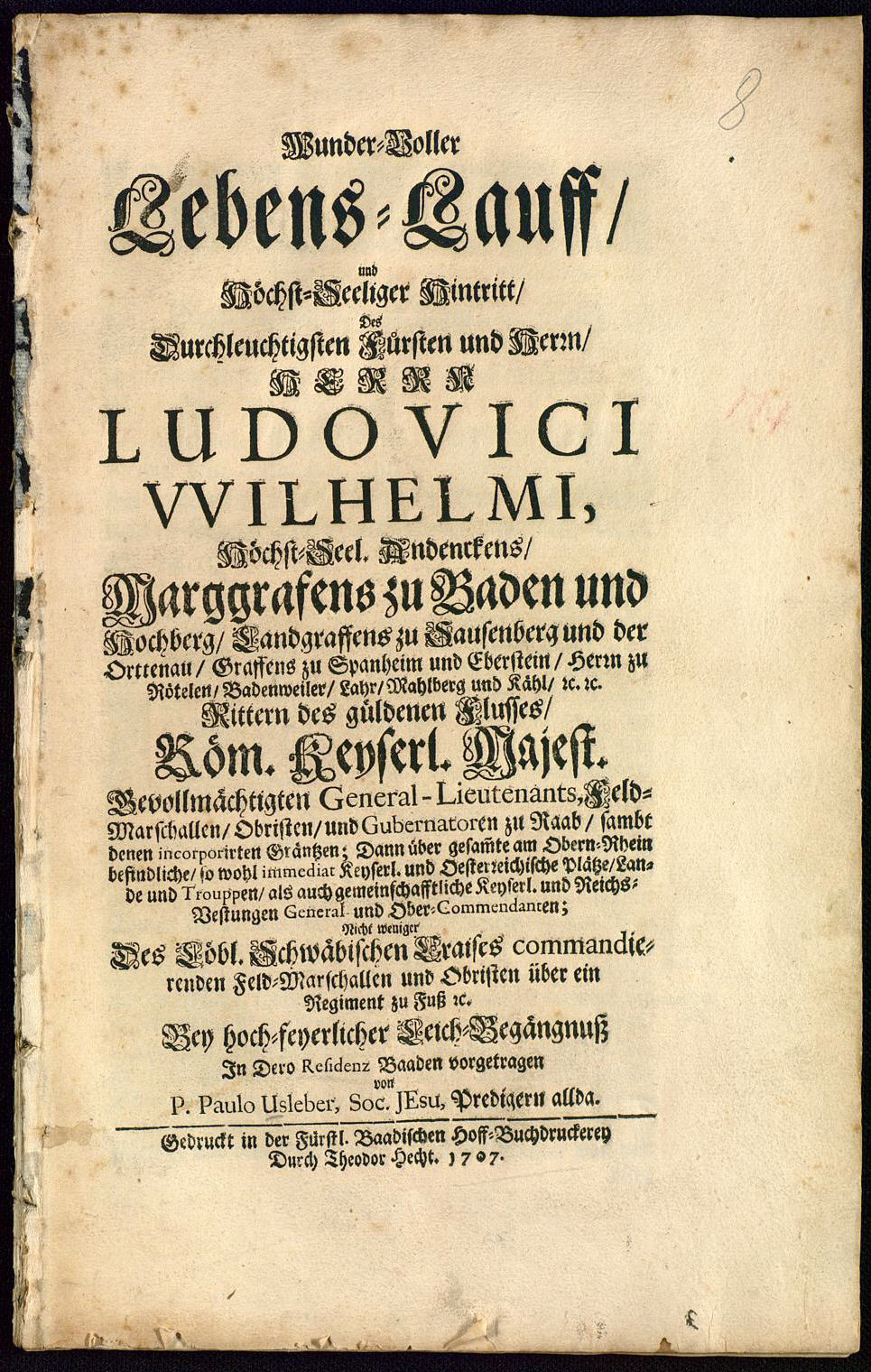
Werk über Ludwig Wilhelm von Baden, gedruckt 1707

Theodor Hecht (auch: Höcht) (* 1650; † 1720) war ein Markgräflich Baden-Durlachischer Buchdrucker.

## Leben
Theodor Hecht stammte wahrscheinlich aus Lindau und bewarb sich um 1699 in Durlach um das Privileg als Markgräflich Baden-Durlachischer Buchdrucker. 1701 heiratete er Elisabeth Karoline Holeis aus Augsburg. Aus demselben Jahr stammt der erste bekannte Druck Hechts, eine Tax-Ordnung. Hecht bezeichnete sich auf diesem Werk als „Fürstl. Hoff- und Cantzley-Buchtrucker“. 1702 erschien ein Ausführlicher Underricht, wie das Fürstl. Marggräffl. Baaden-Durlachische Landvolck zu nöthiger Beschrimung des Landes in gute Ordnung zurichten und in denen Waffen zu üben seyn solle: auff des Durchleuchtigsten Fürsten und Herrn ... Friedrich Magnus, Marggravens zu Baaden und Hochberg etc. ... Befehl kürtzlich beschriben und publicirt bei Hecht. Insgesamt sind etwa 50 Drucke Hechts nachgewiesen. 1705 gab Theodor Hecht sein Lindauer Bürgerrecht auf.